# Anne-Karine Strøm
Anne-Karine Strøm, född 15 oktober 1951 i Oslo, är en norsk sångare som har representerat Norge tre gånger i Eurovision Song Contest, 1973, 1974 och 1976. Hon kom sist 1974 och 1976.
Strøm har tidigare varit gift med Ole Paus och är mor till kompositören Marcus Paus. Hon arbetar idag som journalist för Norsk Ukeblad.

## Diskografi
Album
- 1971 – Drømmebilde
- 1976 – Anne Karine
- 1978 – Album
- 1982 – Casablancas døtre
- 1986 – Landet utenfor

Singlar/EPs (i urval)
- 1963 – "Fotballgressenka" / "Lille Marlene"
- 1964 – "Klokkene ringer" / "Sov lille prins"
- 1964 – "Man kan, hvis man vil" / "Du tok med deg mitt hjerte"
- 1964 – "Milaja" / "Vi må huske på mamma"
- 1967 – "En sommerdrøm" / "La ham være i fred"
- 1967 – "Si no' pent" / "Guantanamera"
- 1969 – "Regndråper faller i mitt hår" / "Kom igjen"
- 1971 – "Mamy Blue" / "Han gjør hva han vil"
- 1971 – "Lykken er" / "Hør litt på meg"
- 1974 – "Født med et smil" / "Harmoni"
- 1975 – "Saloniki" / "Se på meg (jeg er gæren etter deg)"
- 1976 – "Mata Hari" / "Noen år i fred"